# 히로니와 히카루
히로니와 히카루(일본어: 広庭 輝, 1985년 7월 5일 ~ )는 일본의 전 축구 선수이다.

## 구단 경력
과거 가시와 레이솔, 에히메 FC, 츠바이겐 가나자와에서 활동하였다.